# Християнський шлях

Заголовок емігрантської газети для українських біженців «Християнський шлях»

«Христия́нський шлях» — релігійно-суспільний тижневик, який появлявся для українських біженців у таборах переміщених осіб УНРРА (англ. UNRRA акронім від United Nations Relief and Reparation Administration) у Німеччині. Виходив у м. Карлсфельд біля Мюнхена з 6 січня 1946, а з переїздом табору у травні того ж року — у м. Міттенвальд. Видавала таборова парафія Української греко-католицької церкви. Друк, за браком поліграфічної техніки у післявоєнний час, — циклостильний, а з квітня 1946 — літографний.

## Роль «Християнського шляху»
У підсумковій статті за 29 грудня 1946 р. п. з. «Рік праці» визначив свою роль саме так:

| Наш часопис мусить виконувати подвійну ролю (sic): бути органом ідеологічним та обговорювати всякі теоретичні питання, що випливають з християнського світогляду, — і одночасно подавати інформації, очевидно теж зі становища, в насвітленні й доборі згідно з християнським світоглядом. |
«Християнський шлях» друкував статті, присвячені всесторонньому обговоренню християнського світогляду та його пристосуванню до суспільного і національного життя; обговорював як ідеологічні справи, так і життя на еміграції та в Україні; писав про життя українських скитальців і всякі зв'язані з ним справи; приносив багато статей на релігійні теми, про вістки з рідного краю та про важніші справи з міжнародної політики. Хоч і не літературний журнал, не відмовляв місця поетам, фейлетоністам і гумористам — та містив короткі вістки про нові видання на еміграції. Проте як таборова газета, подавав вістки про таборове життя, спершу у Карльсфельді, згодом у Міттенвальді; реєстрував таборові втрати в рубриці «Посмертні згадки». Спорт, фізкультура та шахи находили також насвітлення на його сторінках.
Редагувала колегія; серед її правильних членів-дописувачів — С. Баран.